# Henrik Nordbrandt
Henrik Nordbrandt   (Frederiksberg, 21 de març de 1945 - 31 de gener de 2023) fou un poeta, novel·lista i assagista danès. Va fer el seu debut literari el 1966 amb el poemari Digte. Va ser guardonat amb el Premi de Literatura del Consell Nòrdic el 2000 pel poemari Drømmebroer ("Ponts somiats").
Encara que és un escriptor danès, ha passat gran part de la seva vida a la Mediterrània, cosa que ha tingut influència en la seva escriptura.
El 2007, el pintor polonès Kasia Banas va dur a terme un projecte que inclou pintures inspirades en la poesia de Henrik Nordbrandt.

## Obres
- Digte (1966)[6]
- Miniaturer (1967)[6]
- Syvsoverne (1969)[6]
- Omgivelser (1972)[6]
- Opbrud og ankomster, Copenhagen: Gylandal, 72 pàgines (1974)[7]
- Ode til blæksprutten og andre kærlighedsdigte, Copenhagen: Gyldendal, 55 pages (1975)[6][7]
- Glas Copenhagen: Gyldendal, 53 pàgines (1976)[6][7]
- Istid (1977)[6]
- Guds hus (1977)[6]
- Breve fra en ottoman (1978)[6]
- Rosen fra Lesbos (1979)[6]
- Spøgelseslege (1979)[6]
- Forsvar for vinden under døren (1980)[6]
- Armenia (1982)[6]
- 84 digte; Copenhagen: Gyldendal, 125 pages (1984)[6][7]
- Armenia (1984)[6]
- Violinbyggernes by (1985)[6]
- Håndens skælven i november (1986)[6]
- Vandspejlet (1989)[6]
- Glemmesteder (1991)[6]
- Støvets tyngde (1992)[6]
- Ormene ved himlens port (1995)[6]
- Egne digte, Copenhagen: Gyldendal, 289 pàgines (2000)[6][7]
- Drømmebroer (2000)[6]
- Besøgstid (2007)[8]

## Premis
- Premi de Literatura del Consell Nòrdic de l'any 2000, per Drømmebroer ("Ponts somiats")
- Premi Nòrdic de l'Acadèmia Sueca o Petit Nobel.